# アフロ・キューバン・ジャズ
アフロ・キューバン・ジャズ（Afro-Cuban jazz）は、ビバップ（ハード・バップ）とキューバを中心に発展した、ラテンアメリカのリズムを基調としたラテンジャズの一種で、ラテンジャズと同義にみられる事もある。

## 歴史
1940年代から1950年代頃の、よりキューバ色の強いジャズを指し、キューバを中心に発展した中米のリズムを基調とし、1940年代から1950年代頃の、よりキューバ色の強いジャズという意味合いがある。ルンバ、ソン、マンボ、サルサ、メレンゲ、カリプソ、チャチャチャの要素を含むものを指す。
1930年代、Dr. Obdulio Moralesが演奏し始める。キューバの1940年代にニューヨークにキューバからの移民を通じて、西アフリカ・リズムの末裔たちが侵入し、アフロ・キューバン(afro-cuban)と呼ばれるラテン音楽の形態が出てきた。深くはキューバやブラジルを包括するラテンアメリカの土着宗教（ヴードゥー、サンテリア、カンドンブレ、マクンバ等）が関わり、信仰の手段として音楽が用いられた。このアフロ・キューバンのブームの他にサルサなどが派生し、お互いに影響しあってラテン音楽は発展してきた。
1941年に、キューバ人でコンガ奏者のマチートがマンボのバンドを始めた時、義理の兄弟であり、ビ・バップのトランペット奏者で編曲家のマリオ・バウサがマンボをジャズを取り入れた。これが現在の形態のアフロ・キューバン・ジャズの始まりとされる。ビバップ・ジャズのトランペッターであるディジー・ガレスピーがラテン音楽に着目し、コンガ奏者のチャノ・ポソを迎え、ラテン・ジャズを発展させた。この中で「マンテカ」が誕生した。
やがてハード・バップが流行するようになると、ケニー・ドーハム、ハンク・モブレーらによってさらに人気が上昇したが、ハード・バップが全盛期をすぎた時代に、アフロ・キューバン・ジャズも下火になっていった。
アフロ・キューバンは、キューバやプエルトリコにおいても普及し、ティト・プエンテやエディ・パルミエリ等によっても演奏され、これらがサルサの要素に取り込まれるようになる。

## 代表曲
- キャラバン/デューク・エリントン
- マンテカ（英語版）/ディジー・ガレスピー
- リカード・ボサノヴァ/ハンク・モブレー[注 6]
- Basheer's Dream/ケニー・ドーハム
- アフロディジア/ケニー・ドーハム